# Egyptische presidentsverkiezingen 2014

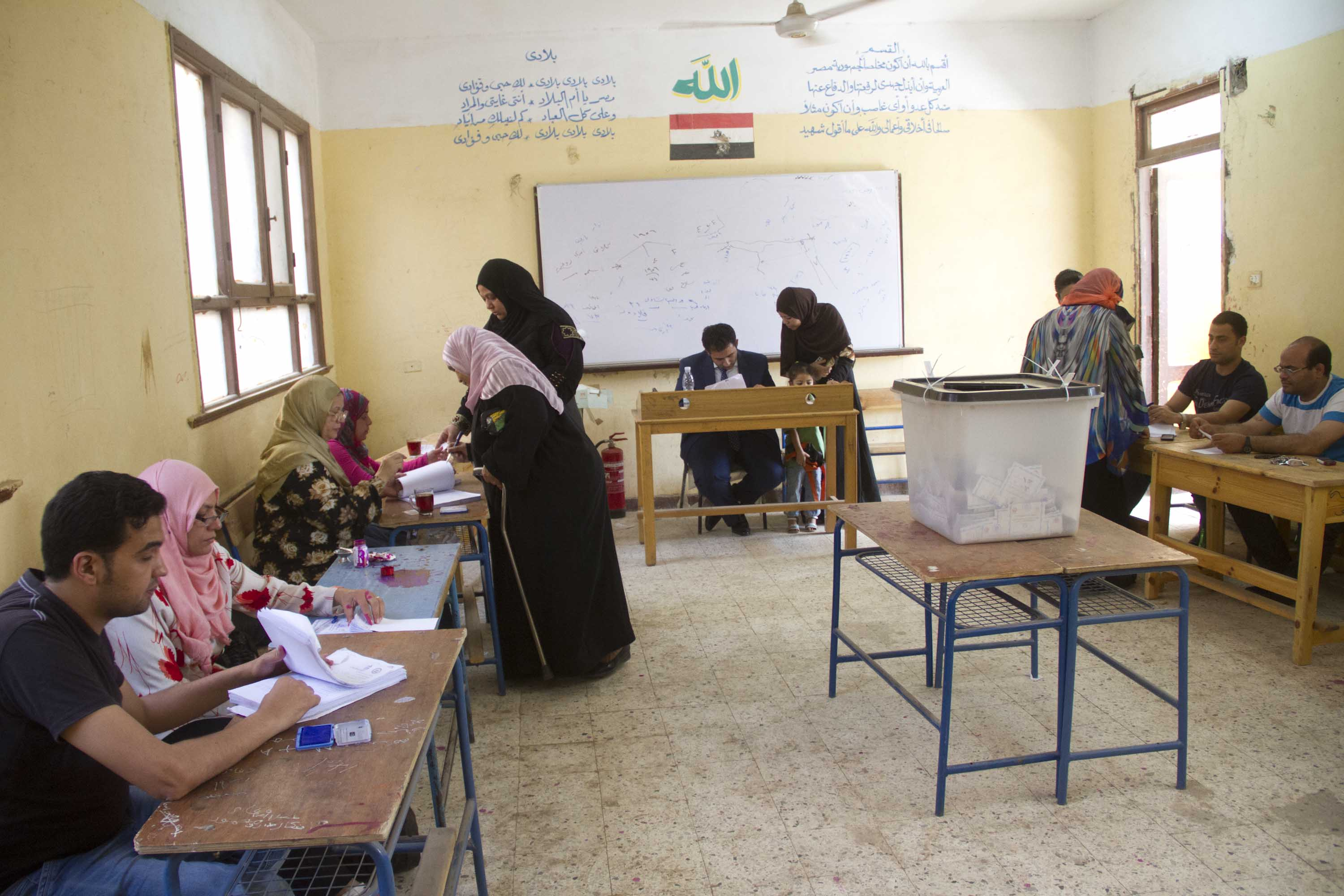
Stembureau tijdens deze verkiezingen

De Egyptische presidentsverkiezingen in 2014 waren de eerste presidentsverkiezingen sinds het Egyptische leger president Morsi op 3 juli 2013 afzette nadat er grotere demonstraties plaatsvonden tegen zijn regering, dan destijds tegen Moebarak. De verkiezingen werden gehouden op 26 en 27 mei 2014 en werden met een extra dag op 28 mei verlengd.
De kandidaat van het leger en opperbevelhebber Abdul Fatah al-Sisi werd tijdens de verkiezingen verkozen tot president van Egypte met 97% van de stemmen.

## Achtergrond
De verkiezingen werden in 2012 nog gewonnen door de Moslimbroederschap, met Mohamed Morsi als leider en nieuwe president. Na de afzetting van Morsi verbood het leger de Moslimbroederschap als terroristische organisatie, waardoor deelname aan verkiezingen ook niet meer mogelijk was. Na processen op basis nieuwe wetgeving werden in twee zittingen meer dan duizend Moslimbroeders ter dood veroordeeld.
Dit is niet de eerste keer dat de Moslimbroederschap verboden werd. Na een mislukte moordaanslag op president Gamal Abdel Nasser werd de Moslimbroederschap ook al verboden. Na een lang verbod, werd de organisatie steeds meer gedoogd. Na de revolutie van 2011 werd dat verbod opgeheven.

## Kandidaten

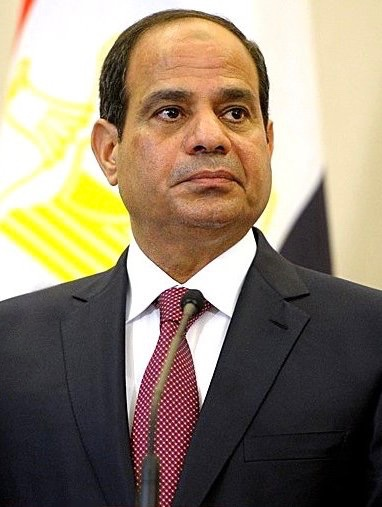
De gedoodverfde winnaar, oud-maarschalk Al-Sisi

Er deden slechts twee officiële kandidaten mee, Abdul Fatah al-Sisi en Hamdin Sabahi, wat een tweede ronde overbodig maakte.
De gedoodverfde winnaar was van meet af aan Sisi: hij is oud-maarschalk van het leger en tot de verkiezingen interim-president van Egypte. De andere kandidaat, Sabahi, was oppositielid in het parlement tijdens het presidentschap van Hosni Moebarak en werd derde tijdens de verkiezingen van 2012.
De verkiezingen werden door Sisi gewonnen met 96,9% van de stemmen. Sabahi, die in de eerste ronde van de verkiezingen van 2012 nog 20,7% van de stemmen had behaald, kwam ditmaal niet verder dan 3,1%.
Sisi werd op 8 juni door het hooggerechtshof van Caïro ingezworen als president.

## Afgevallen kandidaten
Verschillende kandidaten hadden aangekondigd niet (meer) mee te doen. Hieronder volgen kandidaten op wie in de pers gerekend werd:
- Ahmed Shafik, interim-president in 2011 en tweede in de verkiezingen van 2012. Hij boycotte de verkiezingen omdat de uitslagen, in zijn woorden, "onethisch gedrag" zouden vertonen. Hij steunde niettemin ook het kandidaatschap van Sisi.[7]
- Adly Mansour, de interim-president na de afzetting van president Morsi in 2013.[8]
- Ayman Nour, tien jaar parlementslid vanaf 1995, boycotte de verkiezingen omdat hij de situatie vergelijkbaar vond met die in 2005. Toen was hij de eerste die het tijdens verkiezingen opnam tegen president Moebarak; aan het eind van dat jaar werd hij veroordeeld tot drie jaar gevangenisstraf. Dit had verder tot gevolg dat hij in 2012 uitgesloten was van deelname.[9]
- Amr Moussa, voorzitter van de grondwettelijke commissie, omdat hij hoopte op een overwinning van zijn favoriet Sisi.[10]
- Khaled Ali, advocaat op het gebied van arbeidsrecht en mensenrechten en zevende tijdens de verkiezingen in 2012. Hij weigerde deel te nemen aan, wat hij noemde, "deze farce die verkiezingen wordt genoemd."[11]
- Abdel Moneim Aboul Fotouh, secretaris-generaal van de Arabische Artsenunie en voormalig lid van de Moslimbroederschap. Hij boycotte de verkiezingen vanwege het "gebrek aan democratie" in Egypte.[12]
- Sami Hafez Enan, voormalig chef van de Generale Staf van de Opperste Raad van de Strijdkrachten (SCAF). Hij haakte af "omwille van de eenheid van het land."[13]
- Mourad Mouwafi, voormalig directeur van de veiligheidsdienst, zag af van deelname omdat hij vond dat Egypte een sterke kandidaat nodig had, en die zag in Sisi.[14]
- Mortada Mansour, parlementslid van 2000-05, advocaat en voorzitter van de sportclub Al-Zamalek, zag enkele dagen na zijn kandidatuur af van deelname, nadat hij een visioen zou hebben gehad.[15][16]

## Uitslag
| Abdul Fatah al-Sisi    | Onafhankelijk          | 23.780.104 | 96,9%  |  |  |
| Hamdin Sabahi          | Waardigheidspartij     | 757.511    | 3,1%   |  |  |
| Geldige stemmen        | Geldige stemmen        | 24.537.615 | 100,0% |  |  |
|                        |                        |            |        |  |  |
| Opkomst                |                        |            |        |  |  |
| Geldige stemmen        | Geldige stemmen        | 24.537.615 | 44,9%  |  |  |
| Ongeldige stemmen      | Ongeldige stemmen      | 1.040.608  | 1,9%   |  |  |
| Opkomst                | Opkomst                | 25.578.233 | 47,4%  |  |  |
| Geregistreerde kiezers | Geregistreerde kiezers | 53.909.306 | 100,0% |  |  |
|                        |                        |            |        |  |  |

## Verlenging met een dag

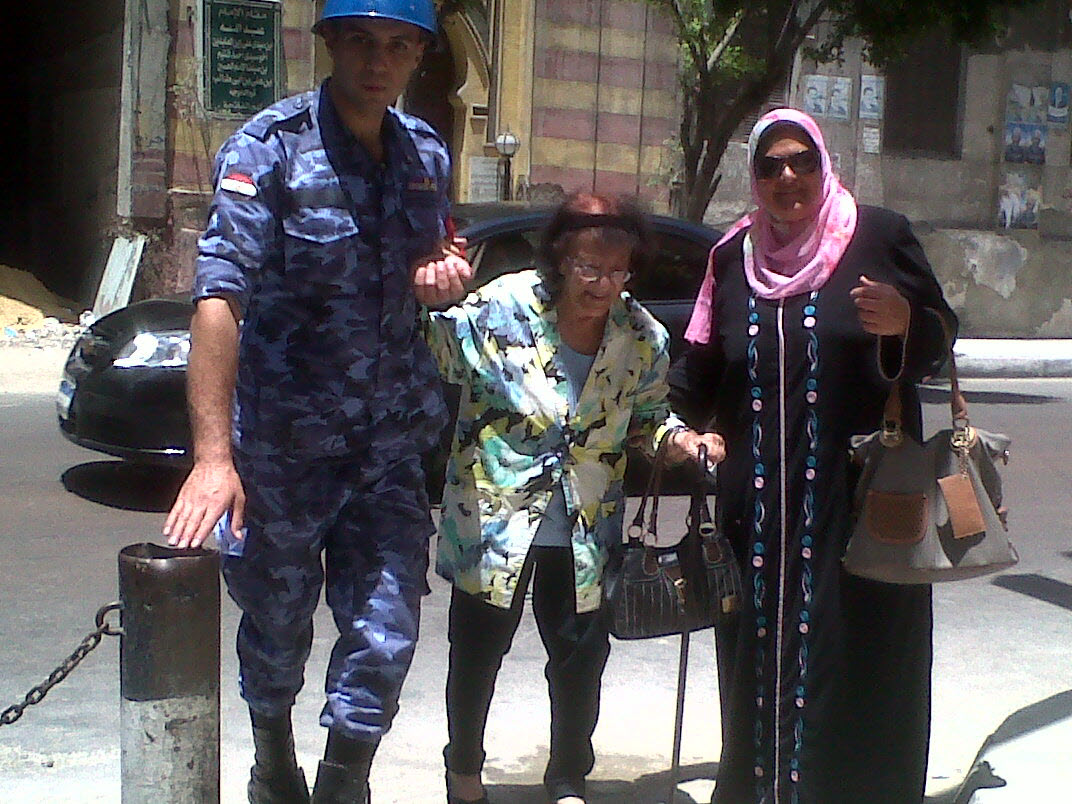
Soldaat helpt een vrouw bij een stembureau in Alexandrië

Tijdens de verkiezingen werd het aantal dagen verlengd van twee naar drie. De officiële verklaring van Anwar Asi, hoofd van de verkiezingscommissie, luidde dat de aanhoudende golf van warm weer kiezers zou verhinderen om te gaan stemmen. Door de verkiezingen een dag langer door te lopen zouden meer kiezers wel in de gelegenheid zijn om de weg naar de stembus te maken. Volgens Mário David, hoofd van de Europese waarnemersmissie, is de verlenging van de verkiezingen niet onwettig, maar veroorzaakte het wel een "onnodige onzekerheid in het proces."
Uit een analyse over de berichtgeving van internationale media door Laila el-Baradei, hoogleraar aan de Amerikaanse Universiteit van Caïro, kwam naar voren dat deze stap niet te maken had met een poging om de uitslag voor Sisi gunstig te beïnvloeden, omdat hij ook zonder de verlenging de verkiezingen ruim zou hebben gewonnen.
Afgezien daarvan werd, na de eerste dag met een lage opkomst, druk vanuit de regering uitgeoefend op burgemeesters en lokale prominente families in het zuiden, om mensen aan te zetten om te stemmen. Dit ging uit van onder meer premier Ibrahim Mahlab die videoconferenties hield met gouverneurs en met lokale hoofden van de veiligheidsdienst en het leger. Ook werden er gratis bussen ingezet die burgers in die gebieden naar de stembureaus brachten.
Uit het onderzoek van el-Baradei kwam naar voren dat de ongerustheid bij de regering en de verkiezingscommissie meer te maken had met de hoogte van de opkomst. Vooraf had Sisi's campagne namelijk aangegeven te rekenen met een opkomst van 80% en deze dreigde ernstig tegen te vallen. Een hoge opkomst was voor hem van belang, omdat hij daarmee de buitenwereld kon overtuigen dat er op 3 juli 2013 geen staatsgreep had plaatsgevonden maar hij de wil van het volk had gediend. De opkomst bij de verkiezingen bedroeg na drie dagen uiteindelijk 47,4% van het electoraat. Weliswaar lager dan op gerekend, was dit vergelijkbaar met de eerste ronde in de verkiezingen in 2012.

## Democratische gehalte van de verkiezingen
De verkiezingen werden gemonitord door een aantal internationale organisaties en 79 lokale organisaties. Tot de internationale organisaties behoorden de Europese Unie, de Afrikaanse Unie, de Arabische Liga, de Common Market for Eastern and Southern Africa en de Organisation internationale de la Francophonie; het Carter Center was uitgenodigd maar monitorde niet; wel zond het een team van deskundigen.

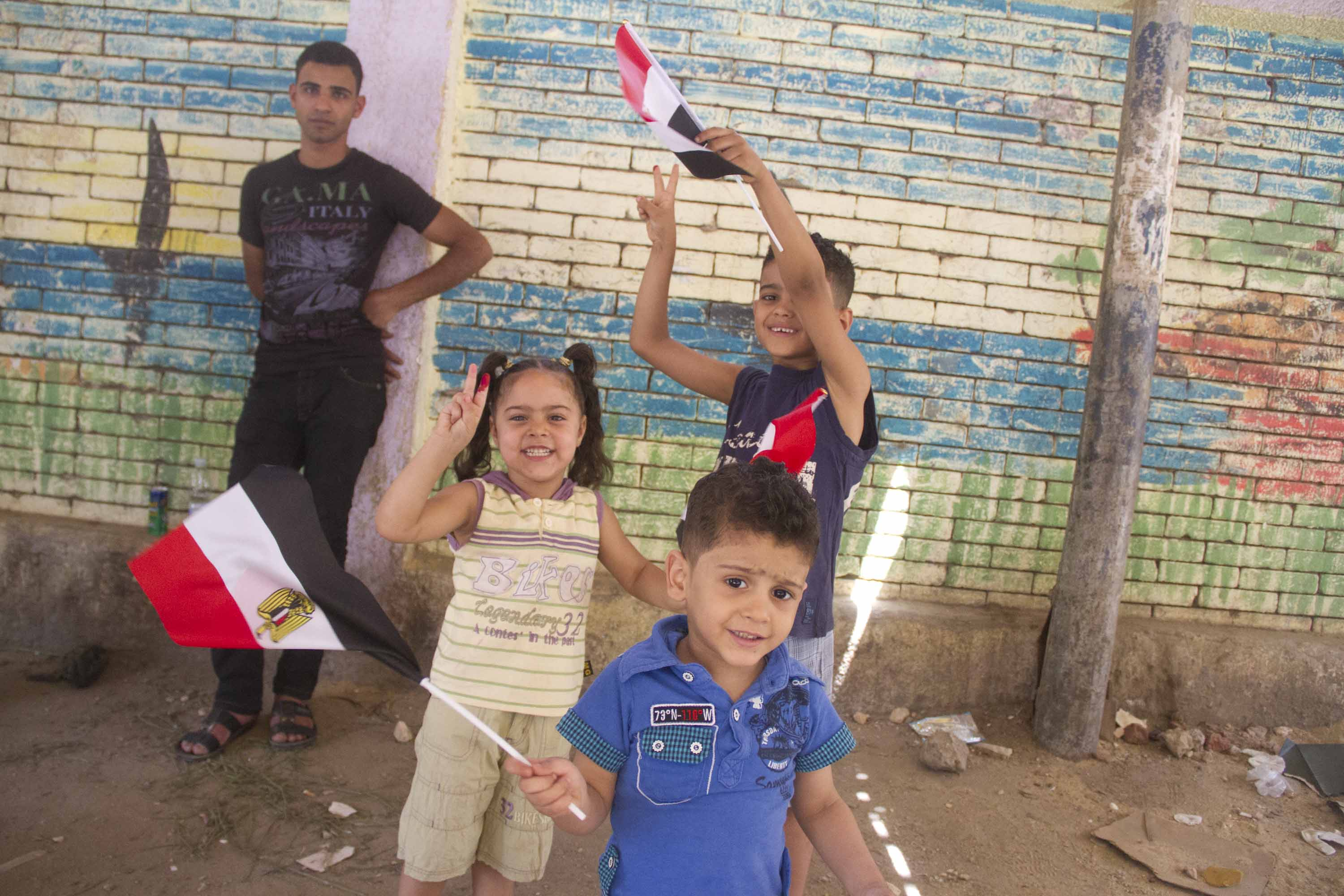
De verkiezingen verliepen in het algemeen rustig. Hier: kinderen die buiten het stembureau met Egyptische vlaggen zwaaien

Volgens Mário David, hoofd van de Europese waarnemersmissie, waren de verkiezingen in lijn met de wet uitgevoerd, hoewel er van een groot gebrek aan regulering sprake was, wat in het voordeel van Sisi uitviel. Verder had de delegatie geen grote onregelmatigheden geconstateerd. Delegatielid, Robert Goebbels noemde de verkiezingen "democratisch, vreedzaam en vrij, maar niet noodzakelijkerwijs eerlijk," wat hij toelichtte met regimes zoals in Noord-Korea als voorbeeld, waar leiders soms 99,9% van de stemmen krijgen.
Niet alleen het verloop rondom de stemkantoren werd beschouwd, maar ook het level playing field, waar de waarnemersmissie grote bezwaren zag. Sisi's campagne kende bijvoorbeeld een uitgebreide financiering, terwijl er ook bewijs is gevonden dat er derde partijen buiten het zicht van de verkiezingscommissie geld doneerden. In de straten van Egypte waren de posters van Sisi dominant aanwezig. Sabahi richtte zich daarentegen op de arme bevolking en had slechts een klein budget beschikbaar. In de publieke media kregen beide kandidaten evenveel aandacht, terwijl de commerciële media twee maal zoveel aandacht aan Sisi besteedden, wat nog versterkt werd door de beperkte vrijheid van meningsuiting zoals door de gevangenneming van vier journalisten van Al Jazeera.
Anderzijds worden deze verkiezingen beschouwd als schoner dan de verkiezingen die ervoor zijn geweest in Egypte. Ditmaal speelde religie geen rol in de campagne en zou er geen sprake zijn geweest van omkoping van het electoraat met geld of voedsel, in tegenstelling tot de praktijken van de Moslimbroederschap twee jaar eerder.

## Reacties
De algemene reactie op de verkiezingen is dat de uitslag te verwachten was, maar dat de uitslag voor Sisi verrassend hoog is. Voorstanders zien hierin het bewijs dat Sisi de legitieme leider van het land is, die een veelbelovend nieuw tijdperk inluidt. Anderzijds leggen analisten en critici de nadruk op de omstandigheden waarin de verkiezingen hebben plaatsgevonden, waarbij zij vrezen voor een nieuw tijdperk van onderdrukking door de staat en jihadistische acties van islamisten. Hieronder volgen een aantal reacties naar aanleiding van de overwinning door Sisi.
Na het bekend worden van de uitslag van de verkiezingen hield Sisi op 3 juni een toespraak op de televisie waarin hij Sabahi bedankte voor het "bieden van een serieuze gelegenheid voor electorale competitie" en het volk bedankte voor de steun.

### Aanhang

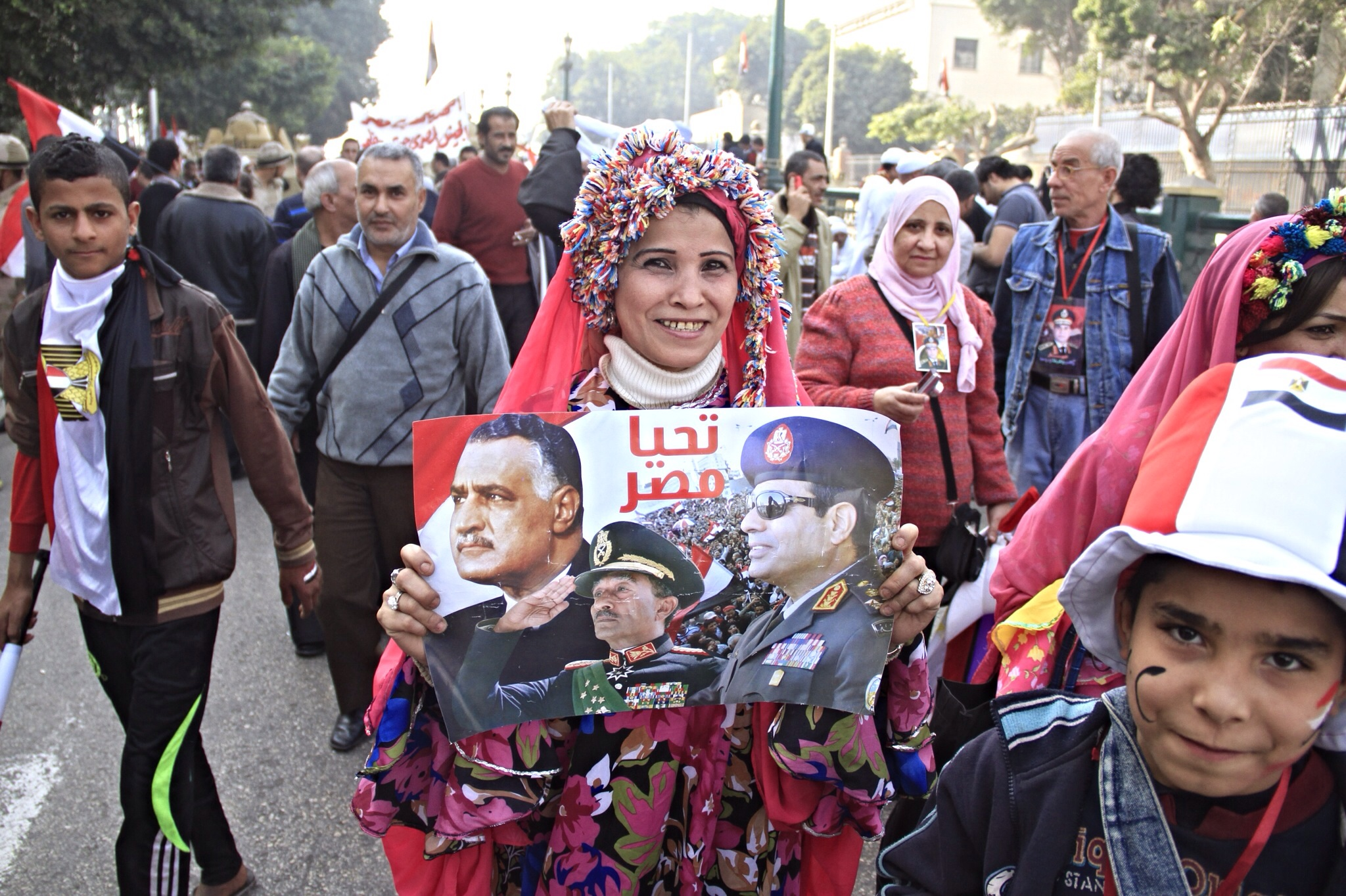
Tijdens pro-Sisi-betogingen in januari 2014 wordt Sisi gelijkgesteld met Nasser en Sadat

Door de verwijdering van Morsi, en daarmee de gevaarlijke retoriek van diens aanhang in de tijd ervoor, had Sisi aangetoond dat hij naar het volk luisterde, wat hem een grote mate van populariteit heeft bezorgd, aldus politiek analist en voormalig parlementslid Amr al-Shobki. Als slogan tijdens de verkiezingen had hij Lang leve Egypte gekozen. Egypte had een aantal gewelddadige jaren achter de rug en de bevolking had het gevoel dat Egypte zich in groot gevaar bevond. Ook beantwoordt Sisi volgens Shobki aan het gevoel voor soevereiniteit, in het licht van de gebeurtenissen in de omringende landen, waardoor Egypte volgens veel Egyptenaren in een staat van verval dreigde te raken. Het wegnemen van het gevaar van de Moslimbroederschap zou van Sisi daardoor een nationale held hebben gemaakt.
Voor veel Egyptenaren gold daarbij dat Sisi het aandurfde het op te nemen tegen de Verenigde Staten die toen nog het regime van Morsi steunden. In Egypte leeft er een breed gedragen gevoel dat het al dertig jaar aan de leidraad van de VS liep en Sisi zou tonen dat hij zich van die afhankelijkheid weet los te maken. Volgens Shobki is Sisi voor de bevolking daarom de juiste man voor dit moment.
Verder geeft de overwinning van Sisi de rust terug aan de christenen in het land, die tijdens de regering van Morsi hadden te maken hadden met aanhoudend geweld van islamisten. Volgens rooms-katholiek bisschop Adel Zaki heeft Sisi nog nooit een discriminerende opmerking gemaakt naar christenen en is Sisi van mening dat religie een privégebeuren is die buiten de politiek gehouden moet worden. Zaki verwacht dat Sisi garant staat voor een periode van stabiliteit voor de christenen in het land.

### Kritische geluiden
Mara Revkin, een politicologe die verbonden is aan de Yale-universiteit, is minder stellig en verwacht niet dat het radicalisme vanaf nu verdwenen zal zijn. In een artikel van haar hand in Foreign Affairs, zou een verbod op de Moslimbroederschap de islamisten kunnen verleiden tot jihadistische acties en in het ergste geval tot aansluiting met Al-Qaida.
Abul Ghar, hoogleraar geneeskunde en politiek activist, memoreert aan de campagne van Sisi, waarin werd gesteld dat hij in staat zou zijn tachtig procent van de kiezers achter zich te krijgen, terwijl uiteindelijk slechts de helft van het electoraat opdaagde om op hem te stemmen. Om vier redenen heeft Sisi naar zijn mening een probleem met zijn legitimiteit: zo zou Sisi te weinig aansluiting vinden bij de jongeren die vijftig procent van de bevolking uitmaken, zou hij zich laten omringen door mensen uit de vroegere inner circle van Moebarak, politieke macht van anderen negeren die hem in het verleden hebben gesteund en bovenmatig veel zelfvertrouwen hebben getoond in zijn campagne. Daarbij zou hij geen militairen maar oudgedienden uit de politiek moeten kiezen voor politieke functies. Ook zouden veel Egyptenaren de terugkeer van de dictatuur van Moebarak vrezen, omdat Sisi zich nooit zou hebben uitgesproken als voorstander van mensenrechten, democratie, de grondwet en de scheiding der machten.

### Boycots
Het overgrote deel van de kiezers die de verkiezingen boycotte, zijn de aanhangers van de afgezette president Morsi. Verder zijn er ook een aantal linkse groeperingen die de verkiezingen hebben geboycot, uit boosheid over het gewelddadige optreden van de autoriteiten tegen politieke dissidenten.
Voorafgaand aan de verkiezingen waren er meerdere potentiële kandidaten die de verkiezingen boycotten vanwege het gebrek aan democratie, zoals Ahmed Shafik, Ayman Nour en Abdel Moneim Aboul Fotouh. Verder namen meer dan een miljoen stemmers, 1,9% van het electoraat, wel de moeite om naar de stembus te gaan, terwijl ze een ongeldige stem achterlieten, wat wordt toegeschreven aan hun onvrede over de voorliggende keuze.

### Westerse landen
Middels een gemeenschappelijke verklaring feliciteerde de Europese Unie Sisi met zijn overwinning en sprak haar vertrouwen uit dat hij de uitdagingen zal aangaan op economisch gebied, op het gebied van de diepe verdeeldheid in de samenleving, de veiligheidssituatie en de eerbiediging van de mensenrechten van alle Egyptenaren, waaraan Egypte zich internationaal en in zijn nieuwe grondwet van januari 2014 heeft verplicht. Daarnaast sprak ze de bezorgdheid uit over de staat van de vrijheid van vereniging, verzameling en meningsuiting. De Verenigde Staten en het Verenigd Koninkrijk kwamen met vergelijkbare verklaringen. Desalniettemin zendt geen van de westerse landen een officiële delegatie naar de inhuldiging van Sisi.